# Epimísio

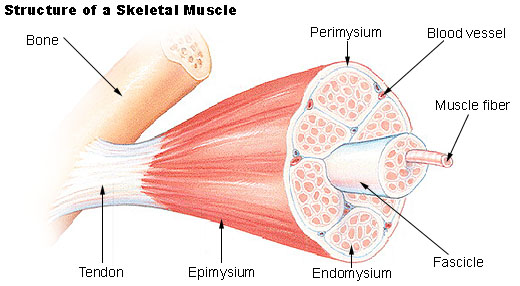
Partes do músculo.

Epimísio (do grego Epi, sobre, em cima e Mys, músculo) é uma camada de tecido conjuntivo que envolve todo o músculo. Sendo que a ordem de envolvimento de fora para dentro segue-se assim: Epimísio-perimísio e endomísio. Também é contínua com tendões onde se torna mais espessa e colágena, em sua maior parte é composto por tecido conjuntivo denso e não modelado. O epimísio também protege os músculos do atrito contra outros músculos e ossos. Plural de epimísio é epimísia.